# Bureja
Bureja (russisk: Бурея, tr. Bureja) er en flod i Amur oblast og Khabarovsk kraj i Rusland. Den er en venstre biflod til Amur, og dannes ved sammenløbet af kildefloderne Pravaja Bureja (dansk: ~ Højre Bureja) og Levaja Bureja (dansk: ~ Venstre Bureja). Pravaja Bureja udspringer på sydsiden af Esopryggen, mens Levaja Bureja har udspring på vestsiden af Dusse-Alin-bjergene. Bureja er 623 km lang, medregnet Pravaja Bureja 739 km. Afvandingsarealet er 70.700 km². Floden er sejlbar i det nederste og midterste løb. Bureja oversvømmer floddalen fem til syv gange om sommeren. De største bifloder er Niman, Tujun, Tyrma og Urgal. 
I Burejas afvandingsområde findes forekomster af kul og jernmalm.